# Parasynema
Parasynema is een geslacht van spinnen uit de  familie van de Thomisidae (krabspinnen).

## Soorten
- Parasynema cambridgei (Roewer, 1951)
- Parasynema cirripes (O. P.-Cambridge, 1891)